# Корі Оллів'єрр
Корі Оллів'єрр (англ. Corey Ollivierre, 16 березня 1997) — австралійський плавець.
Учасник Олімпійських Ігор 2016 року.